# Singoli al numero uno nella Billboard Hot 100 nel 1983
La Billboard Hot 100 è la classifica dei singoli più venduti negli Stati Uniti d'America redatta dal magazine Billboard.

## HOT 100

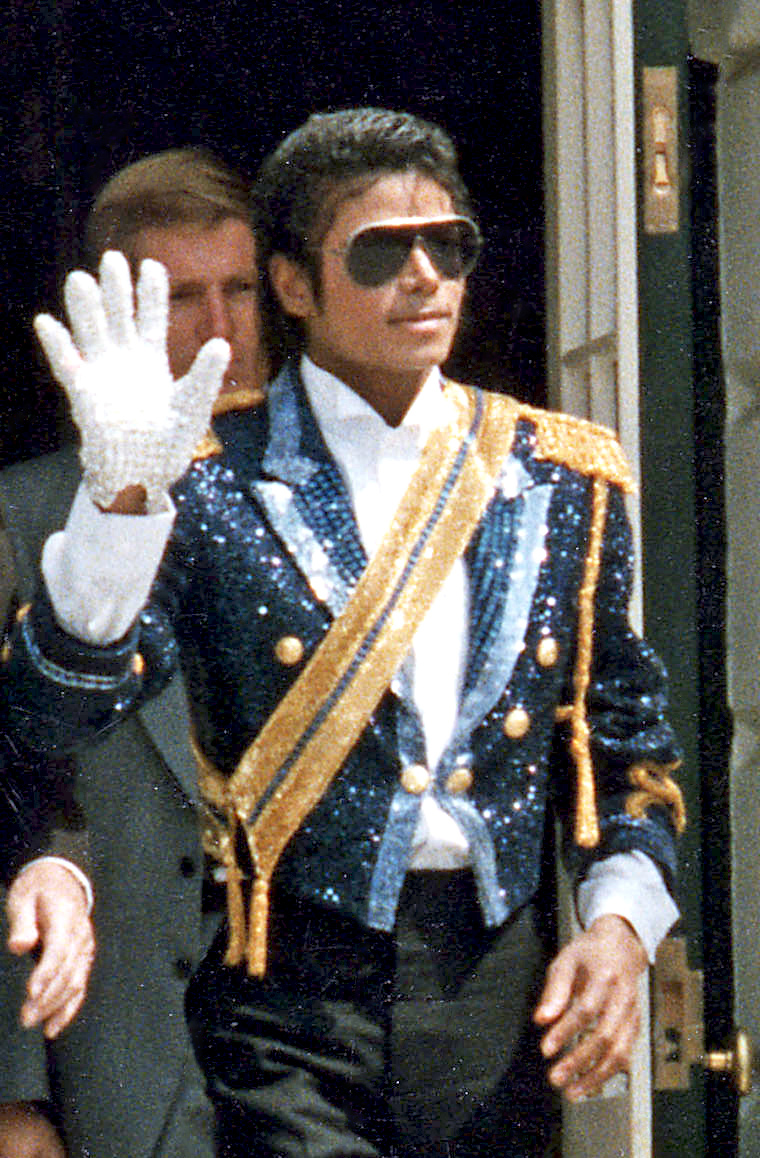
Michael Jackson piazzò tre suoi diversi singoli al primo posto nel 1983.

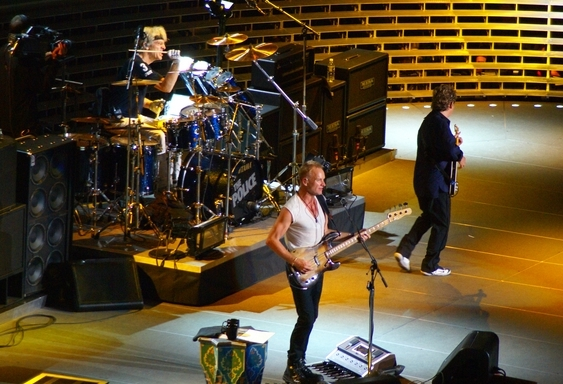
I The Police trascorsero otto settimane consecutive al primo posto con Every Breath You Take.

| la canzone contrassegnata con lo sfondo giallo si è aggiudicata il titolo di singolo #1 nella classifica cumulativa di fine anno del 1983 di Billboard. |

| Data di Pubblicazione | Canzone                           | Artista                            | Fonte  |
| --------------------- | --------------------------------- | ---------------------------------- | ------ |
| 1 gennaio             | "Maneater"                        | Daryl Hall and John Oates          | [ 1 ]  |
| 8 gennaio             | "Maneater"                        | Daryl Hall and John Oates          | [ 2 ]  |
| 15 gennaio            | "Down Under"                      | Men at Work                        | [ 3 ]  |
| 22 gennaio            | "Down Under"                      | Men at Work                        | [ 4 ]  |
| 29 gennaio            | "Down Under"                      | Men at Work                        | [ 5 ]  |
| 5 Febbraio            | "Africa"                          | Toto                               | [ 6 ]  |
| 12 Febbraio           | "Down Under"                      | Men at Work                        | [ 7 ]  |
| 19 Febbraio           | "Baby, Come to Me"                | Patti Austin and James Ingram      | [ 8 ]  |
| 26 Febbraio           | "Baby, Come to Me"                | Patti Austin and James Ingram      | [ 9 ]  |
| 5 Marzo               | "Billie Jean"                     | Michael Jackson                    | [ 10 ] |
| 12 Marzo              | "Billie Jean"                     | Michael Jackson                    | [ 11 ] |
| 19 Marzo              | "Billie Jean"                     | Michael Jackson                    | [ 12 ] |
| 26 Marzo              | "Billie Jean"                     | Michael Jackson                    | [ 13 ] |
| 2 Aprile              | "Billie Jean"                     | Michael Jackson                    | [ 14 ] |
| 9 Aprile              | "Billie Jean"                     | Michael Jackson                    | [ 15 ] |
| 16 Aprile             | "Billie Jean"                     | Michael Jackson                    | [ 16 ] |
| 23 Aprile             | "Come On Eileen"                  | Dexys Midnight Runners             | [ 17 ] |
| 30 Aprile             | "Beat It"                         | Michael Jackson                    | [ 18 ] |
| 7 Maggio              | "Beat It"                         | Michael Jackson                    | [ 19 ] |
| 14 Maggio             | "Beat It"                         | Michael Jackson                    | [ 20 ] |
| 21 Maggio             | "Let's Dance"                     | David Bowie                        | [ 21 ] |
| 28 Maggio             | "Flashdance... What a Feeling"    | Irene Cara                         | [ 22 ] |
| 4 Giugno              | "Flashdance... What a Feeling"    | Irene Cara                         | [ 23 ] |
| 11 Giugno             | "Flashdance... What a Feeling"    | Irene Cara                         | [ 24 ] |
| 18 Giugno             | "Flashdance... What a Feeling"    | Irene Cara                         | [ 25 ] |
| 25 Giugno             | "Flashdance... What a Feeling"    | Irene Cara                         | [ 26 ] |
| 2 Luglio              | "Flashdance... What a Feeling"    | Irene Cara                         | [ 27 ] |
| 9 Luglio              | "Every Breath You Take"           | The Police                         | [ 28 ] |
| 16 Luglio             | "Every Breath You Take"           | The Police                         | [ 29 ] |
| 23 Luglio             | "Every Breath You Take"           | The Police                         | [ 30 ] |
| 30 Luglio             | "Every Breath You Take"           | The Police                         | [ 31 ] |
| 6 Agosto              | "Every Breath You Take"           | The Police                         | [ 32 ] |
| 13 Agosto             | "Every Breath You Take"           | The Police                         | [ 33 ] |
| 20 Agosto             | "Every Breath You Take"           | The Police                         | [ 34 ] |
| 27 Agosto             | "Every Breath You Take"           | The Police                         | [ 35 ] |
| 3 Settembre           | "Sweet Dreams (Are Made of This)" | Eurythmics                         | [ 36 ] |
| 10 Settembre          | "Maniac"                          | Michael Sembello                   | [ 37 ] |
| 17 Settembre          | "Maniac"                          | Michael Sembello                   | [ 38 ] |
| 24 Settembre          | "Tell Her About It"               | Billy Joel                         | [ 39 ] |
| 1 Ottobre             | "Total Eclipse of the Heart"      | Bonnie Tyler                       | [ 40 ] |
| 8 Ottobre             | "Total Eclipse of the Heart"      | Bonnie Tyler                       | [ 41 ] |
| 15 Ottobre            | "Total Eclipse of the Heart"      | Bonnie Tyler                       | [ 42 ] |
| 22 Ottobre            | "Total Eclipse of the Heart"      | Bonnie Tyler                       | [ 43 ] |
| 29 Ottobre            | "Islands in the Stream"           | Kenny Rogers and Dolly Parton      | [ 44 ] |
| 5 Novembre            | "Islands in the Stream"           | Kenny Rogers and Dolly Parton      | [ 45 ] |
| 12 Novembre           | "All Night Long (All Night)"      | Lionel Richie                      | [ 46 ] |
| 19 Novembre           | "All Night Long (All Night)"      | Lionel Richie                      | [ 47 ] |
| 26 Novembre           | "All Night Long (All Night)"      | Lionel Richie                      | [ 48 ] |
| 3 Dicembre            | "All Night Long (All Night)"      | Lionel Richie                      | [ 49 ] |
| 10 Dicembre           | "Say Say Say"                     | Paul McCartney and Michael Jackson | [ 50 ] |
| 17 Dicembre           | "Say Say Say"                     | Paul McCartney and Michael Jackson | [ 51 ] |
| 24 Dicembre           | "Say Say Say"                     | Paul McCartney and Michael Jackson | [ 52 ] |
| 31 Dicembre           | "Say Say Say"                     | Paul McCartney and Michael Jackson | [ 53 ] |